# Myriam Baverel
Myriam Baverel (Chambéry, 14 de janeiro de 1981) é uma taekwondista francesa.
Myriam Baverel competiu nos Jogos Olímpicos de 2004, na qual conquistou a medalha de prata.